# Свети Георги (Сарбегово)
„Свети Георги“ (на гръцки: Ιερός ναός Αγίου Γεωργίου) е възрожденска православна църква в ениджевардарското село Сарбегово (Дросеро), Гърция, част от Воденската, Пелска и Мъгленска епархия на Вселенската патриаршия.
Църквата е гробищен храм, изграден в 1853 година в североизточния край на селото. Представлява трикорабна базилика с женска църква и трем на запад и частично на юг. Изписана е между 1864 и 1870 година от Божин Стаменитов (Емануил Стаматиадис) от Енидже Вардар.